# 陶鼎来
陶鼎来（1920年9月—），男，湖北新洲人，中国农业工程学家，曾任中国农业科学院副院长，中国农业工程研究设计院院长，第四、五、六、七、八届全国政协委员。